# Världsmästerskapet i fotboll för damer
Världsmästerskapet i fotboll för damer (engelska: FIFA Women's World Cup) även informellt kallat Fotbolls-VM eller Dam-VM är en mästerskapstävling i fotboll för damlandslag. Det spelas vart fjärde år sedan 1991. Det mest framgångsrika landslaget är USA som vunnit fyra titlar, och därutöver nått ytterligare en final. Utöver USA har även Tyskland (två titlar), Norge, Japan och Spanien (en titel vardera) vunnit VM.
Dam-VM i fotboll räknas som den viktigaste internationella damtävlingen i fotboll och avgörs mellan kvalificerade landslag i fotboll som hämtas från Fifas medlemsländer. Det första officiella turneringsarrangemanget ägde rum 61 år efter den första upplagan av herrarnas motsvarighet – Världsmästerskapet i fotboll 1930.

## Historik
Den första officiella VM-turneringen, sanktionerad av Fifa, spelades 1991. Detta var över två decennier sedan de två första inofficiella VM-turneringarna, vilka avgjordes i Italien 1970 respektive Mexiko 1971.
Turneringen initierades av den dåvarande FIFA-presidenten João Havelange. Den första turneringen avgjordes i Kina, i en turnering där 12 landslag deltog. 1995 års turnering avgjordes i Sverige, återigen med 12 deltagande lag.
1999 års turnering utspelades i USA, där hemmanationen tog hem turneringen efter en finalseger över Kina. Finalen i Rose Bowl noterade en publiksiffra på 90 185, noterat som världsrekord för ett idrottsevenemang för kvinnor men betydligt mindre än de cirka 110 000 åskådare som närvarade på Aztekastadion vid finalen på det inofficiella VM 1971.
USA arrangerade även 2003 års arrangemang, där Tyskland vann finalen mot Sverige efter förlängning. I 2007 års turnering, arrangerat i Kina, försvarade Tyskland sitt guld.
2011 års arrangemang ägde rum i Tyskland, och där vann Japan finalen efter en straffläggning mot USA. 2015 års arrangemang avgjordes i Kanada, och där inkluderade gruppspelet för första gången 24 lag.
Till världsmästerskapet 2023 i Australien och Nya Zeeland utökades turneringen till 32 lag.

## Format
Från den officiella starten har mästerskapet arrangerats vart fjärde år. Det nuvarande turneringsformatet inkluderar ett kval, ett gruppspel och ett utslagsspel. Kvalet är fördelat regionsvis över Fifas medlemsorganisationers upptagningområden runt världen. Turneringen äger rum i ett land eller flera länder över tre veckors tid.

## Resultat

### Medaljörer
| År   | Värdnation             | Final    | Final          | Final         | Match om tredjepris | Match om tredjepris | Match om tredjepris |
| År   | Värdnation             | Vinnare  | Resultat       | Tvåa          | Trea                | Resultat            | Fyra                |
| ---- | ---------------------- | -------- | -------------- | ------------- | ------------------- | ------------------- | ------------------- |
| 1991 | Kina                   | USA      | 2–1            | Norge         | Sverige             | 4–0                 | Tyskland            |
| 1995 | Sverige                | Norge    | 2–0            | Tyskland      | USA                 | 2–0                 | Kina                |
| 1999 | USA                    | USA      | 0–0 (5–4 str.) | Kina          | Brasilien           | 0–0 (5–4 str.)      | Norge               |
| 2003 | USA                    | Tyskland | 2–1 (e.f.)     | Sverige       | USA                 | 3–1                 | Kanada              |
| 2007 | Kina                   | Tyskland | 2–0            | Brasilien     | USA                 | 4–1                 | Norge               |
| 2011 | Tyskland               | Japan    | 2–2 (3–1 str.) | USA           | Sverige             | 2–1                 | Frankrike           |
| 2015 | Kanada                 | USA      | 5–2            | Japan         | England             | 1–0 (e.f.)          | Tyskland            |
| 2019 | Frankrike              | USA      | 2–0            | Nederländerna | Sverige             | 2–1                 | England             |
| 2023 | Australien Nya Zeeland | Spanien  | 1–0            | England       | Sverige             | 2–0                 | Australien          |

### Maratontabell
| Pos | Lag              | SM | V  | O | F  | GM  | IM | MS   | P   |
| --- | ---------------- | -- | -- | - | -- | --- | -- | ---- | --- |
| 1   | USA              | 50 | 40 | 6 | 4  | 138 | 38 | +100 | 126 |
| 2   | Tyskland         | 44 | 30 | 5 | 9  | 121 | 39 | +82  | 95  |
| 3   | Norge            | 40 | 24 | 4 | 12 | 93  | 52 | +41  | 76  |
| 4   | Sverige          | 40 | 23 | 5 | 12 | 71  | 48 | +23  | 74  |
| 5   | Brasilien        | 34 | 20 | 4 | 10 | 66  | 40 | +26  | 64  |
| 6   | Kina             | 33 | 16 | 7 | 10 | 53  | 32 | +21  | 55  |
| 7   | England          | 26 | 15 | 4 | 7  | 43  | 30 | +13  | 49  |
| 8   | Japan            | 33 | 14 | 4 | 15 | 39  | 59 | −20  | 46  |
| 9   | Frankrike        | 19 | 10 | 3 | 6  | 32  | 20 | +12  | 33  |
| 10  | Kanada           | 27 | 8  | 5 | 14 | 34  | 52 | −18  | 29  |
| 11  | Australien       | 26 | 7  | 6 | 13 | 38  | 50 | −12  | 27  |
| 12  | Nederländerna    | 11 | 7  | 1 | 3  | 14  | 9  | +5   | 22  |
| 13  | Italien          | 12 | 6  | 1 | 5  | 20  | 12 | +8   | 19  |
| 14  | Nigeria          | 26 | 4  | 3 | 19 | 20  | 63 | −43  | 15  |
| 15  | Ryssland         | 8  | 4  | 0 | 4  | 16  | 14 | +2   | 12  |
| 16  | Nordkorea        | 13 | 3  | 2 | 8  | 12  | 20 | −8   | 11  |
| 17  | Danmark          | 14 | 3  | 1 | 10 | 19  | 26 | −7   | 10  |
| 18  | Kamerun          | 8  | 3  | 0 | 5  | 12  | 12 | 0    | 9   |
| 19  | Spanien          | 7  | 1  | 2 | 4  | 6   | 8  | −2   | 5   |
| 20  | Colombia         | 7  | 1  | 2 | 4  | 4   | 9  | −5   | 5   |
| 21  | Sydkorea         | 10 | 1  | 1 | 8  | 6   | 27 | −21  | 4   |
| 22  | Ghana            | 9  | 1  | 1 | 7  | 6   | 30 | −24  | 4   |
| 23  | Schweiz          | 4  | 1  | 0 | 3  | 11  | 5  | +6   | 3   |
| 24  | Chile            | 3  | 1  | 0 | 2  | 2   | 5  | −3   | 3   |
| 25  | Kinesiska Taipei | 4  | 1  | 0 | 3  | 2   | 15 | −13  | 3   |
| 26  | Mexiko           | 9  | 0  | 3 | 6  | 6   | 30 | −24  | 3   |
| 27  | Nya Zeeland      | 15 | 0  | 3 | 12 | 8   | 34 | −26  | 3   |
| 28  | Thailand         | 6  | 1  | 0 | 5  | 4   | 30 | −26  | 3   |
| 29  | Costa Rica       | 3  | 0  | 2 | 1  | 3   | 4  | −1   | 2   |
| 30  | Argentina        | 9  | 0  | 2 | 7  | 5   | 37 | −32  | 2   |
| 31  | Skottland        | 3  | 0  | 1 | 2  | 5   | 7  | −2   | 1   |
| 32  | Ekvatorialguinea | 3  | 0  | 0 | 3  | 2   | 7  | −5   | 0   |
| 33  | Sydafrika        | 3  | 0  | 0 | 3  | 1   | 8  | −7   | 0   |
| 34  | Jamaica          | 3  | 0  | 0 | 3  | 1   | 12 | −11  | 0   |
| 35  | Elfenbenskusten  | 3  | 0  | 0 | 3  | 3   | 16 | −13  | 0   |
| 36  | Ecuador          | 3  | 0  | 0 | 3  | 1   | 17 | −16  | 0   |

### Medaljliga
|   | Nation        | Guld | Silver | Brons | Totalt |
| - | ------------- | ---- | ------ | ----- | ------ |
| 1 | USA           | 4    | 1      | 3     | 8      |
| 2 | Tyskland      | 2    | 1      | 0     | 3      |
| 3 | Norge         | 1    | 1      | 0     | 2      |
| 3 | Japan         | 1    | 1      | 0     | 2      |
| 5 | Spanien       | 1    | 0      | 0     | 1      |
| 6 | Sverige       | 0    | 1      | 4     | 5      |
| 7 | England       | 0    | 1      | 1     | 2      |
| 7 | Brasilien     | 0    | 1      | 1     | 2      |
| 9 | Kina          | 0    | 1      | 0     | 1      |
| 9 | Nederländerna | 0    | 1      | 0     | 1      |

## Skyttedrottningar
| År   | Spelare                               | Nation              | Antal mål |
| ---- | ------------------------------------- | ------------------- | --------- |
| 1991 | Michelle Akers                        | USA                 | 10        |
| 1995 | Ann-Kristin Aarønes                   | Norge               | 6         |
| 1999 | Sissi Sun Wen                         | Brasilien · Kina    | 7         |
| 2003 | Birgit Prinz                          | Tyskland            | 7         |
| 2007 | Marta                                 | Brasilien           | 7         |
| 2011 | Homare Sawa                           | Japan               | 5         |
| 2015 | Célia Šašić Carli Lloyd               | Tyskland · USA      | 6         |
| 2019 | Alex Morgan Megan Rapinoe Ellen White | USA · USA · England | 6         |
| 2023 | Hinata Miyazawa                       | Japan               | 5         |

### Turneringarnas bästa spelare
| År   | Spelare        | Nation    |
| ---- | -------------- | --------- |
| 1991 | Carin Jennings | USA       |
| 1995 | Hege Riise     | Norge     |
| 1999 | Sun Wen        | Kina      |
| 2003 | Birgit Prinz   | Tyskland  |
| 2007 | Marta          | Brasilien |
| 2011 | Homare Sawa    | Japan     |
| 2015 | Carli Lloyd    | USA       |
| 2019 | Megan Rapinoe  | USA       |
| 2023 | Aitana Bonmatí | Spanien   |